# Cystisoma pellucida
Cystisoma pellucida is een vlokreeftensoort uit de familie van de Cystisomatidae. De wetenschappelijke naam van de soort is voor het eerst geldig gepubliceerd in 1874 door Willemoes-Suhm.